# 不可分物
不可分物(拉丁語：res individuae)為分割後將改變原本性質及其價值的物，與可分物相對，不可分物可作為不可分債權，數人取得不可分債權時，僅能由該數人債權人全體請求給付，多數債權人僅得以折價補償或變價方式分割，而無法運用實體分割，如牛、馬、汽車及鋼琴等屬之。